# Nodocion utus
Nodocion utus är en spindelart som först beskrevs av Chamberlin 1936.  Nodocion utus ingår i släktet Nodocion och familjen plattbuksspindlar. Inga underarter finns listade i Catalogue of Life.